# Myelaphus bokhai
Myelaphus bokhai är en tvåvingeart som beskrevs av Pavel Lehr 1999. Myelaphus bokhai ingår i släktet Myelaphus och familjen rovflugor. Inga underarter finns listade i Catalogue of Life.